# Kishinouyeum hepaticus
Kishinouyeum hepaticus är en bönsyrseart som beskrevs av Zhang 1988. Kishinouyeum hepaticus ingår i släktet Kishinouyeum och familjen Mantidae. Inga underarter finns listade i Catalogue of Life.